# ウシュバ
ウシュバ(欧字名:Ushba、グルジア語: უშბა、カラチャイ・バルカル語: юч баш) はジョージア北西部、スヴァネティ地方にある大コーカサス山脈に連ねる山で、南峰（標高4710m）、 北峰（標高4698m）と2つの峰からなる連峰である。近代登山の先駆者と称されるイギリスの探検家、ダグラス・フレッシュフィールドが1896年に著した『カフカス探検』にて、スヴァネティのマッターホルンだと紹介したことによってその名が広まったウシュバは、以来その美しさから「コーカサスのマッターホルン」とも称されている。
山名はスヴァン語で「災いをもたらす山」、あるいはカラチャイ・バルカル語で「3つの峰がある山」から来ている。
コーカサス神話では、狩りの女神ダリの住処とされており、氷に覆われた南嶺は「ダリの窓（グルジア語: დალის ფანჯარა）とも呼ばれている。

## 登頂

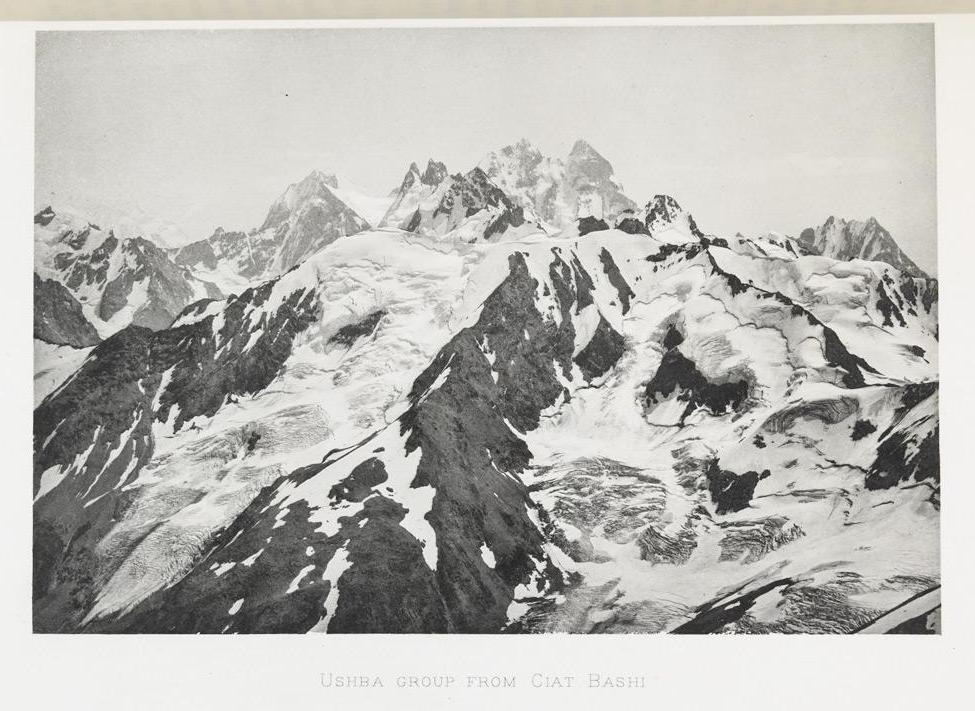
『カフカス探検』（1896年）の挿絵に書かれたウシュバ

初登頂は、北峰が1888年にジョン・ガーフォード・コックリンとウルリッヒ・アルマーが、南峰が1903年にB・リックマー・リックマーズ率いるドイツ、スイス、オーストリア登山隊によって達成されている。
一面を雪と氷河に覆われた鋭鋒であるウシュバはコーカサス山脈でも登攀の困難な山である。ロシア側から北嶺に登るルートが利用されてきたが、2010年に中央部から上部高原にかけて発生した氷河の崩落によって現在このルートからの登山は禁止されている。現在、ジョージア側からの登山が主流であるが、ミヘイル・サアカシュヴィリ政権時から続く警察機構の腐敗に加え、2022年のロシアのウクライナ侵攻によるウクライナ難民及びロシア脱出者の流入及び地域住民との軋轢から当地の治安は悪化しており、盗難事件など別の意味での危険が伴っている。

## ギャラリー

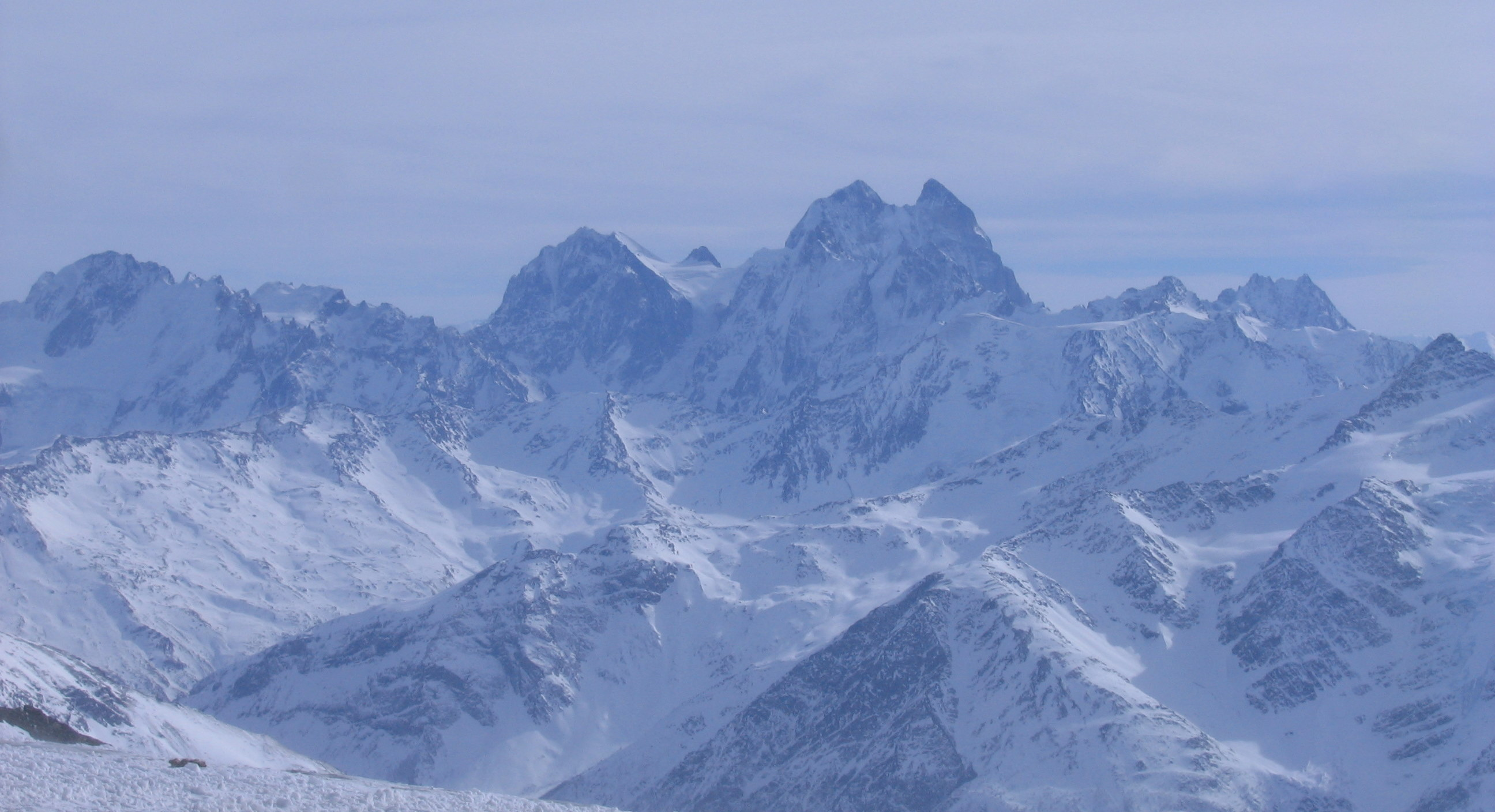
冬のエルブルス山からの眺め。南東 20km
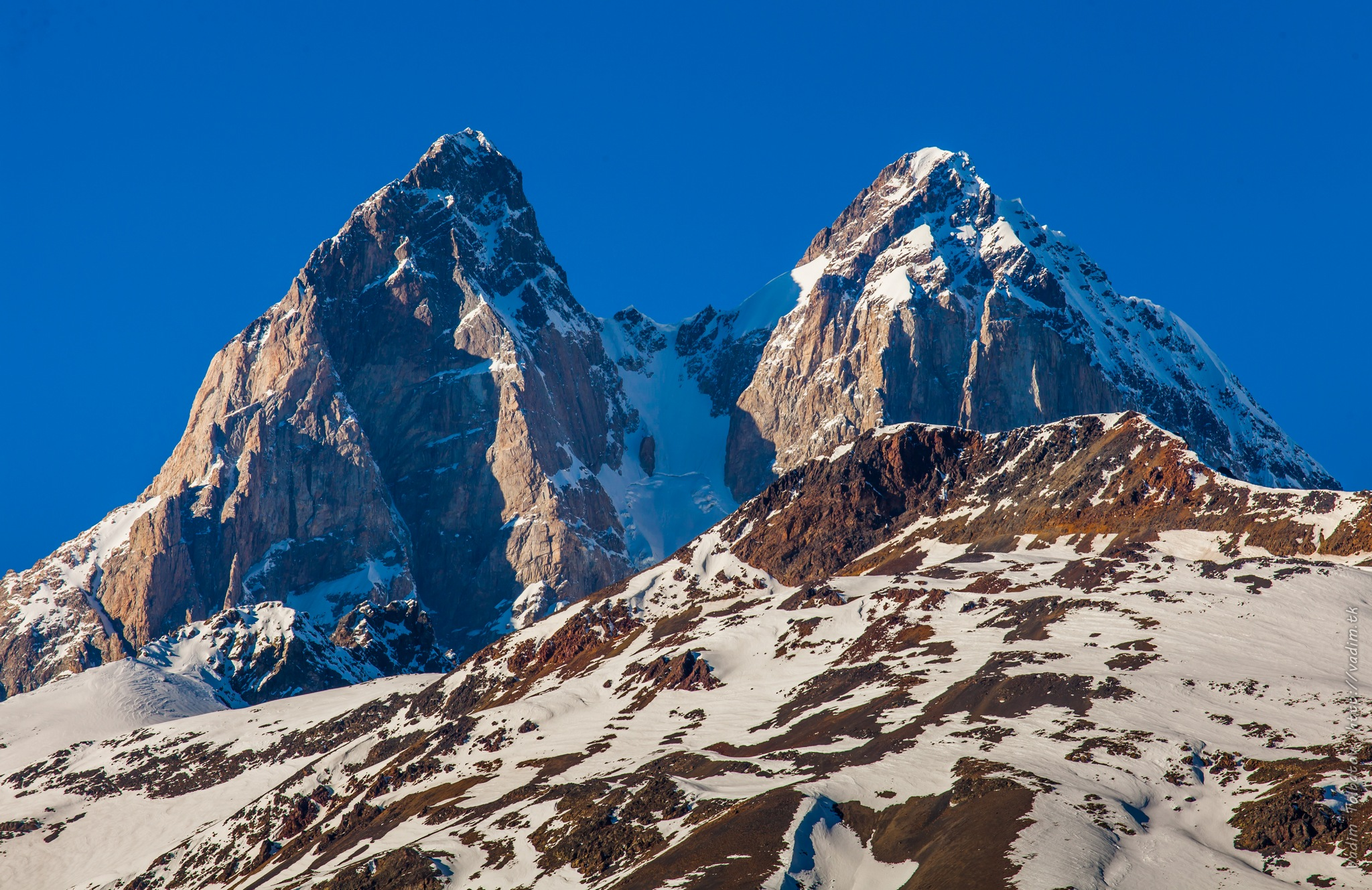
南からの眺め
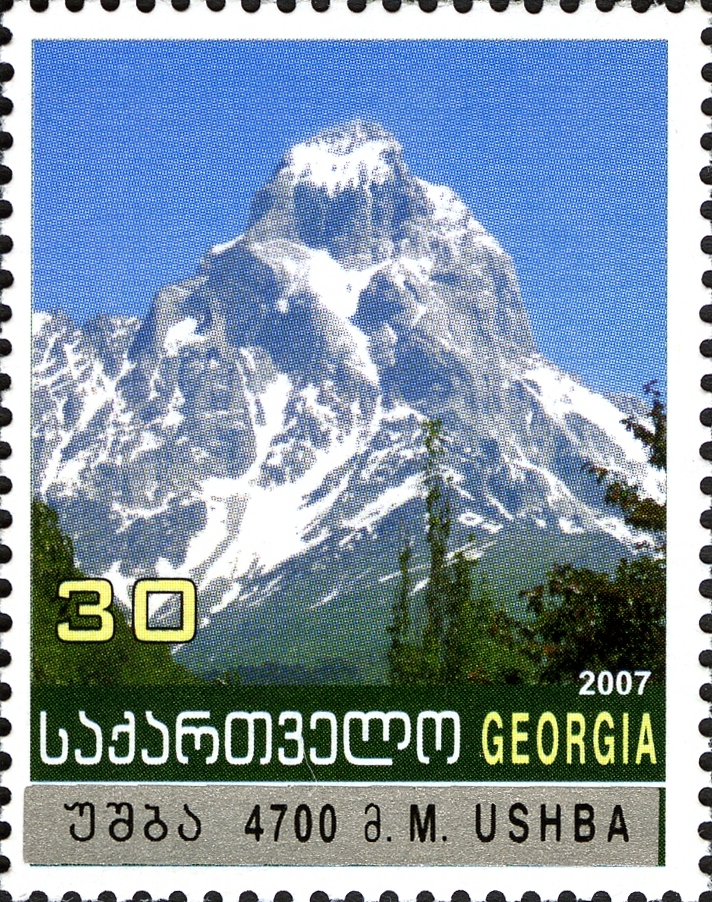
ジョージアの切手